# Луковица (Желино)
Луковица (мкд. Луковица) је насеље у Северној Македонији, у северозападном делу државе. Луковица припада општине Желино.

## Географија
Насеље Луковица је смештено у северозападном делу Северне Македоније. Од најближег већег града, Тетова, насеље је удаљено 34 km источно.
Луковица се налази у горњем делу историјске области Полог. Насеље је положено на северним падинама Суве горе. Југоисточно од насеља тло се стрмо спушта у долину Треске. Надморска висина насеља је приближно 920 метара.
Клима у насељу је планинска због знатне надморске висине.

## Становништво
Луковица је према последњем попису из 2002. године имала 47 становника.
Претежно становништво у насељу су етнички Македонци (100%).
Већинска вероисповест је православље.